# Landing Craft Assault
Il Landing Craft Assault, LCA, fu il primo e più piccolo dei mezzi da sbarco per operazioni anfibie concepito dagli Alleati durante la Seconda guerra mondiale. Sviluppato dai britannici il tipo LCA era un natante a bassa autonomia e velocità, che trasportava truppe su 3 file. L'equivalente statunitense era conosciuto come LCVP. Un  modello particolare aveva 4 file di 6 mortai per aprire varchi nei campi minati costieri.